# Culicoides vidourlensis
Culicoides vidourlensis is een muggensoort uit de familie van de knutten (Ceratopogonidae). De wetenschappelijke naam van de soort is voor het eerst geldig gepubliceerd in 1968 door Callot, Kremer, Molet & Bach.